# Bruinpootgrootrug
De bruinpootgrootrug  (Megalonotus antennatus) is een wants uit de onderfamilie Rhyparochrominae en uit de familie bodemwantsen (Lygaeidae).
De onderfamilie Rhyparochrominae wordt ook weleens als een zelfstandige familie Rhyparochromidae gezien in een superfamilie Lygaeoidea. Lygaeidae is conform de indeling van bijvoorbeeld het Nederlands Soortenregister.

## Uiterlijk
Deze soort is 4 tot 5,2 mm lang. Net als de andere soorten uit het genus Megalonotus is het halsschild (pronotum) donker gekleurd en grof gepuncteerd en dragen de voordijen een grote en meerdere kleinere stekels. De bruinpootgrootrug kan herkend worden van de andere soorten aan de volledig lichtbruin gekleurde poten. Het tweede segment en het bovenste deel van het eerste segment van de antenne is ook lichtbruin, het overige deel is zwart. De kop, het schildje (scutellum) zijn zwart. De meeste wantsen zijn kortvleugelig (brachypteer).

## Verspreiding en habitat
De soort komt voor in Europa van het zuidelijk deel van Scandinavië tot in het noordelijke deel van het Middellandse Zeegebied. Naar het oosten is hij verspreid tot in Rusland, Siberië, het gebied rond de Zwarte Zee, deKaukasus en Centraal Azië. Ze komen vaker voor in de wat meer schaduwrijke leefgebieden met verschillende bodemgesteldheid en vocht. Zij zijn het meest talrijk op droge zand- en kalksteenbodems, maar komen ook voor in natte weiden en zure, moerasachtige gebieden.

## Leefwijze
De dieren zijn waarschijnlijk polyfaag. Maar er is weinig bekend over voedselplanten en levenswijze.